# BMW 315
BMW 315 — невеликий автомобіль класу С німецької компанії BMW 1934—1937 років. Було виготовлено 9535 машин. У 1981—1983 роках під цим позначенням випускалась модель серії BMW E21.

## Конструкція
Директор BMW AG Франц Йозеф Попп відвідав заклади Ford у США, де переконався, що для виготовлення дешевих авто необхідне великосерійне виробництво. У грудні 1924 він опублікував статтю про можливість виготовлення дешевого авто у Німеччині за ціною до 1000 доларів. 3 лютого 1925 розвиваючи свою тему він вперше використав назву «народний автомобіль» (нім. Volkswagen). Велика депресія негативно вплинула на продажі автомашин, якими перш за все користувались заможні верстви. У Третьому Райху ідея Поппа відродилась. На берлінському автосалоні у лютому 1933 канцлер Адольф Гітлер сказав Поппу, що Фольксваген повинен коштувати не 1000 доларів, а 1000 марок. Далі автовиробники отримали розпорядження створити авто вартістю до 1000 марок.
У BMW відмовились від виробництва дешевого авто і вирішили збудувати дещо більший автомобіль середнього класу, максимально використовуючи наявні елементи ходової частини інших моделей. Незабаром BMW презентував модель BMW 303 з 6-циліндровим рядним мотором об'ємом у 1,2 л. На 1934 було вирішено збільшити об'єм мотора. Інженер Рудольф Шлайхер розробив верхньоклапанний мотор з ланцюговим приводом розподільчого валу, двома карбюраторами solex. Для збереження старих блоків циліндрів діаметр циліндра збільшили на 2 мм (58 мм) при збільшенні довжини штоку з 80 мм до 94 мм. Мотор отримав об'єм 1490 см³ при потужності 34 к.с.

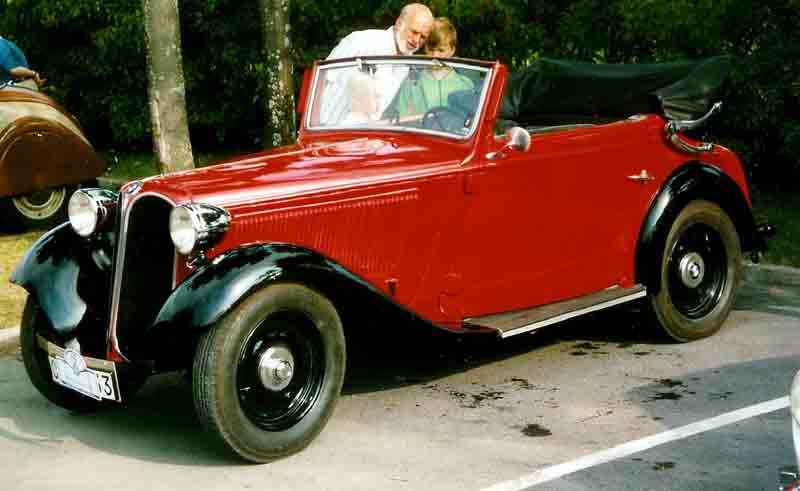
BMW 315. Кабріолет

Фріц Фідлер спроектував раму на основі 90 мм сталевих труб новий і за зразком італійських авто кузов з нахиленим переднім склом, заокругленими формами, меншими порогами, що дозволило збільшити внутрішній простір. Сталевий кузов з дерев'яною рамою виготовляла компанія Daimler-Benz з Зіндельфінген. Модель BMW 315 презентували у квітні 1934 і загалом виготовили 9535 машин.

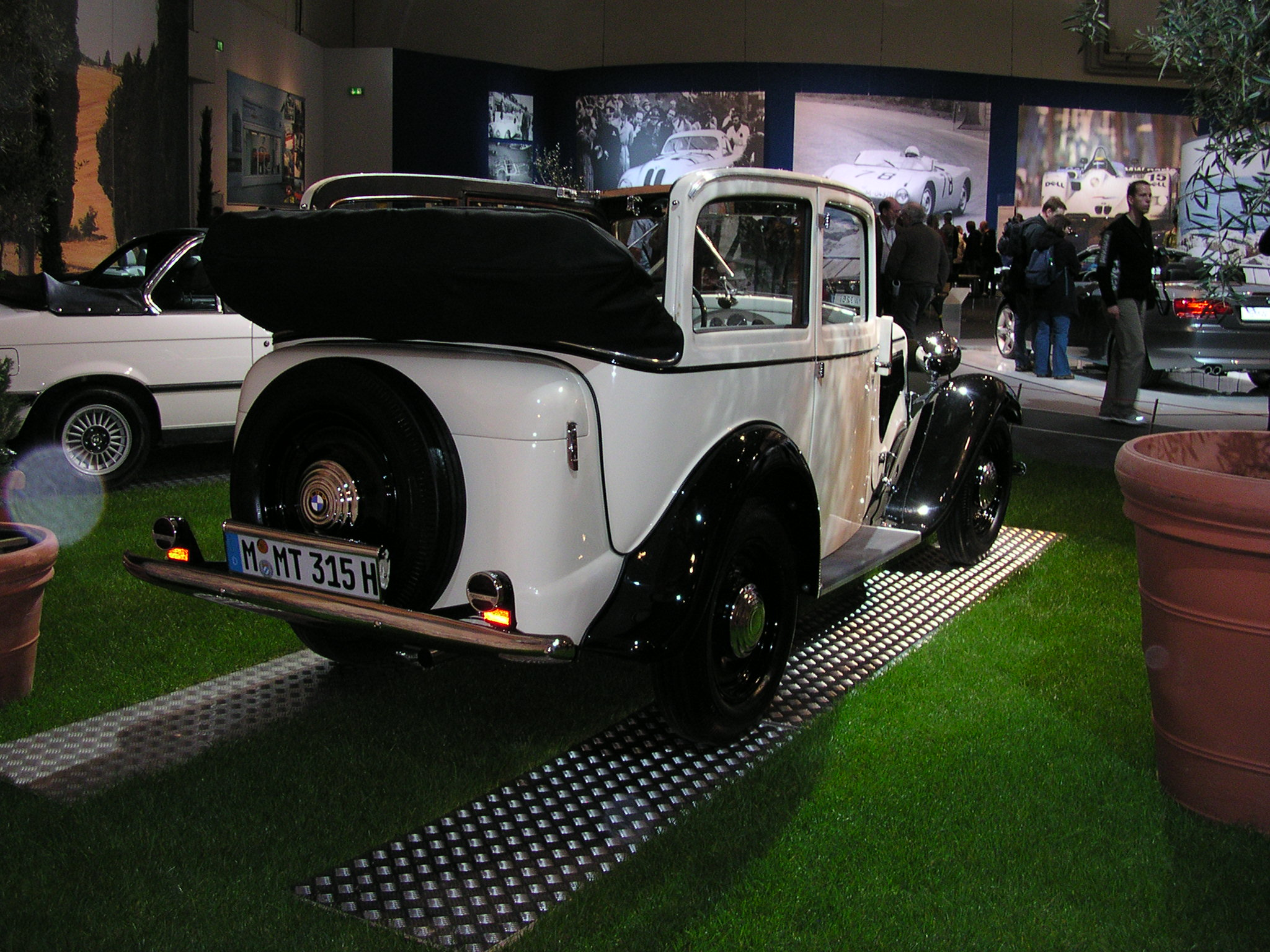
BMW 315. Кабріолет-лімузин. 1936

BMW 315 став першим спортивним авто компанії, що здобув широке визнання. Мотор визнавали одним з найкращих серед тогочасних. Завдяки міцній легкій рамі маса авто становила 850 кг, що робило його найлегшим авто середнього класу. У пресі авто назвали «легким автомобілем» (нім. Leichtwagen), що викристали у рекламній компанії. На 1935 спеціалізоване видання «Allgemeine Automobil Zeitung» писало, що схожі до BMW 315 технічні характеристики мали лише американські моделі. На базі шасі виготовляли модифікації: лімузин за 3750 марок, кабріолет-лімузин за 3950 марок, 4-місний кабріолет за 4400 марок, 2-місний спортивний кабріолет BMW 315/1 за 4750 марок, торпедо за 4100 марок.